# Lemniscomys bellieri
Lemniscomys bellieri är en däggdjursart som beskrevs av Van der Straeten 1975. Lemniscomys bellieri ingår i släktet gräsmöss, och familjen råttdjur. IUCN kategoriserar arten globalt som livskraftig. Inga underarter finns listade i Catalogue of Life.
Artepitet i det vetenskapliga namnet hedrar den franska djursamlaren Louis Bellier som hittade typexemplaret.
Denna gnagare förekommer i västra Afrika i Elfenbenskusten och i angränsande regioner av Ghana, Burkina Faso, Mali och kanske Guinea. Habitatet utgörs av torra savanner.
Arten blir 9,1 till 12,7 cm lång (huvud och bål), har en 9,4 till 13,4 cm lång svans och väger 26 till 46 g. Bakfötterna är cirka 2,5 cm långa och öronen är ungefär 1,5 cm stora. Pälsen har en gulbrun till gråbrun grundfärg och på ryggens topp förekommer en längsgående svart strimma. Dessutom bildar ljusa punkter åtta längsgående rader på varje sida. Vid de nedre raderna ligger punkterna tät intill varandra, liksom en oavbruten linje. Undersidan är täckt av vit päls. Även svansen är uppdelad i en mörkbrun ovansida och en vitaktig undersida. Honor har två par spenar vid bröstet och två par vid ljumsken.